# Hörvelsingen

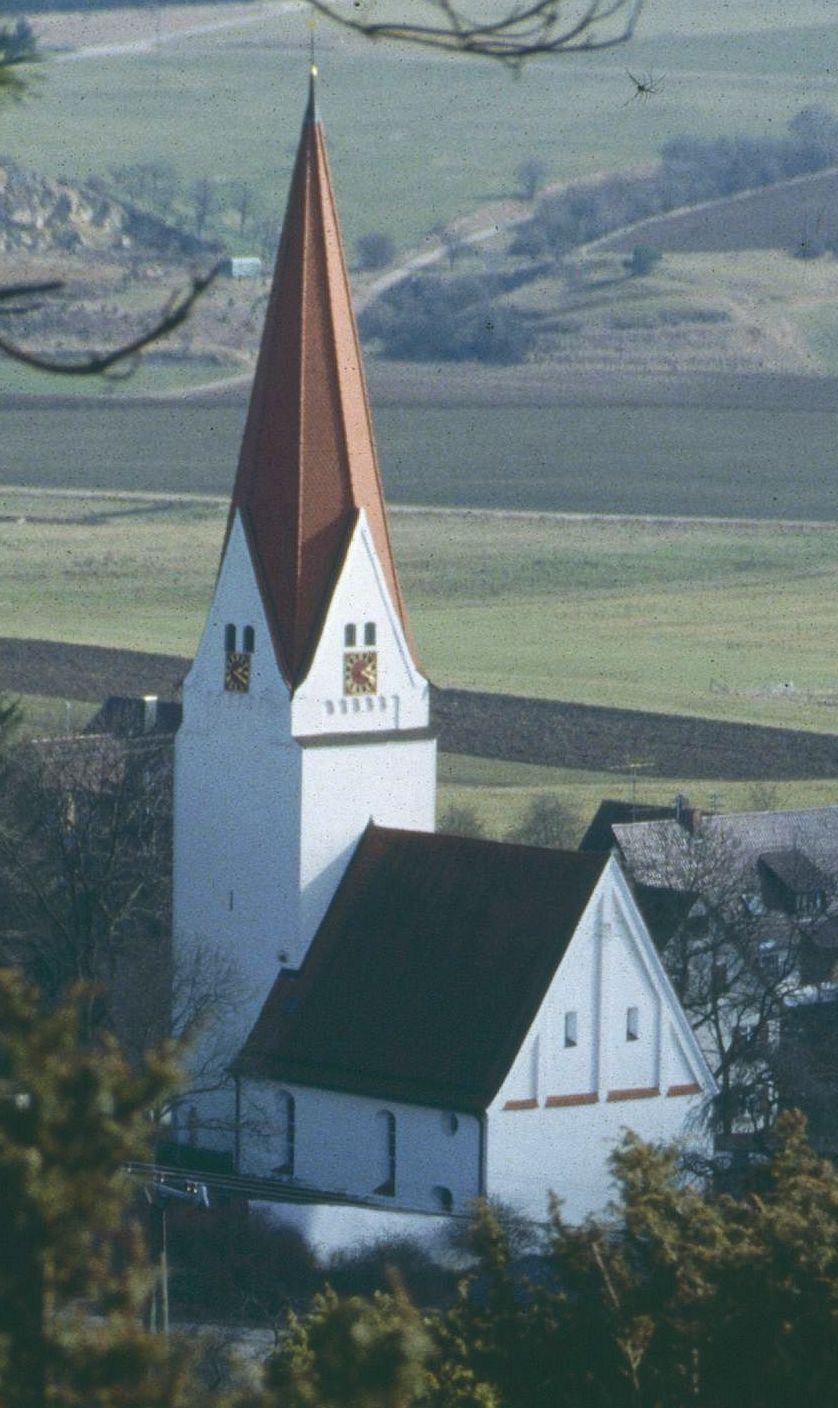
Evangelische Kirche St. Martin

Hörvelsingen ist seit 1972 ein Stadtteil Langenaus mit heute 728 Einwohnern (Stand 31. Dezember 2023). Zu Hörvelsingen gehören auch der Laurenhof, der St. Nikolaushof sowie der Weiler Witthau.

## Lage
Hörvelsingen hat ein Gemeindegebiet von 871 ha, wovon 575 ha landwirtschaftlich genutzt werden. Es befindet sich am Übergang von der Donauniederung (Langenauer Ried) zur Albhochfläche rund acht Kilometer westlich von Langenau im Alb-Donau-Kreis in Baden-Württemberg.
Hövelsingen liegt am Hang des Hügels „Ofenloch“ in einer Mulde, der Hörvelsinger Schüssel, die durch verwitternden Zementmergel entstand. In diese Mulde münden die zwei landschaftlich reizvollen Trockentäler Laushalde und Hagener Tobel. Nördlich von Hörvelsingen befindet sich, ebenfalls am Ofenloch-Hang, eine ortsbildprägende Wacholderheide. Erwähnenswert sind auch die Naturschutzgebiete „Ofenloch“, „Ägenberg“ und „Laushalde“, wo sich viele gefährdete und seltene Pflanzen wie auch vom Aussterben bedrohte Tierarten finden.
Hörvelsingen liegt damit innerhalb einer attraktiven Freizeit- und Erholungslandschaft, deren Natur- und Landschaftsschutzgebiete gerne als Wanderziele genutzt werden.

## Geschichte
Der Ortsname stammt aus dem 6. Jahrhundert n. Chr. und geht nicht auf einen Herwig zurück, sondern leitet sich eher von „Hor-vil“, einem Hof am Sumpf, ab.
Man geht davon aus, dass der hier vorhandene wasserreiche und fruchtbare Boden seit 6000 Jahren ununterbrochen bebaut wird und besiedelt ist. Auf dem Gebiet wurden Überreste der Urnenfelderkultur (1200 bis 1000 v. Chr.) und römische Bauernhöfe (ca. 100 und 260 n. Chr.) gefunden.
Der Ort wird 1219 zum ersten Mal als „Hervelsingen“ urkundlich erwähnt und gehörte zu der Zeit zur Herrschaft Albeck. Die Grafen von Werdenberg verkauften 1383 die Herrschaft an die Reichsstadt Ulm.
Nachdem die Habsburger Anfang des 19. Jahrhunderts schwere Niederlagen durch die Franzosen hinnehmen mussten, kam Hörvelsingen 1803 zunächst an Bayern und durch den Grenzvertrag zwischen Bayern und Württemberg 1810 an das Königreich Württemberg, wo es dem Oberamt Ulm unterstellt wurde. 
Am 29. Februar 1972 wurde Hörvelsingen in die Stadt Langenau eingegliedert.

## Bevölkerungsentwicklung
Es handelt sich um Einwohnerzahlen nach dem jeweiligen Gebietsstand bis 1970 und ohne die heute zugehörigen Ortsteile. Die Zahlen sind Volkszählungsergebnisse oder amtliche Fortschreibungen mit Archivierungen des LEO-BW Online-Informationssystems für Baden-Württemberg.
| Jahr      | 1852 | 1871 | 1880 | 1890 | 1900 | 1910 | 1925 | 1933 | 1939 | 1950 | 1956 | 1961 | 1970 |
| Einwohner | 358  | 372  | 386  | 358  | 362  | 360  | 361  | 374  | 351  | 437  | 355  | 359  | 418  |

## Wirtschaft
Im Ort finden sich neben 15 landwirtschaftlichen Betrieben mehrere Gewerbe- und Handwerksbetriebe, zwei Gasthäuser sowie eine Brauerei und ein Dorfladen.
Hörvelsingen ist laut Flächennutzungsplan als Ort mit „Eigenentwicklung“ ausgewiesen, damit der dörfliche Charakter erhalten bleibt. So werden jährlich nicht mehr als vier Bauplätze veräußert. Viele Einwohner arbeiten im nahe gelegenen Ulm oder Langenau.

## Kultur und Sehenswürdigkeiten
- Die evangelische Kirche St. Martin wurde 1490 erbaut. 1963 wurden im Innenbereich Renovierungsarbeiten durchgeführt, bei denen dabei spätgotische Wandmalereien freigelegt werden konnten.

- Hörvelsingen verfügt über die alteingesessene Pflugbrauerei Hörvelsingen. Der Landwirt Jakob Stammler erhielt 1681 das Brauerrecht für seine hofeigene Brauerei. 1752 ging der Besitz der Pflugwirtschaft als Lehensgut an Balthazar Schleicher. Im Jahr 1849 kaufte die Familie Schleicher das Anwesen in Höhe von 1425 Gulden und 1862 wurde der Hof mitsamt der Brauereiwirtschaft von Martin Gnann käuflich erworben. Daraufhin wurde der Bierkeller erweitert sowie das Wohnhaus und das Hotel mit dem dazugehörigen Saal renoviert. Bis heute befindet sich die Pflugbrauerei im Familienbesitz der Nachkommen der Familie Gnann.

## Bildung
- Die Kindertagesstätte Hörvelsingen, mit Schwerpunkt Naturpädagogik, betreut Kinder ab dem zweiten Lebensjahr bis hin zum Schuleintritt.

## Vereinsleben
- Hörvelsingen verfügt über ein reges Vereinsleben, vor allem im dortigen Sportverein, der Feuerwehrabteilung, dem Posaunenchor, Liederkranz, Landfrauenverein und dem landwirtschaftlichen Ortsverein.

## Infrastruktur
In Hörvelsingen gibt es die Ofenlochhalle (Gymnastikhalle) mit Mehrzweckraum und Küche. Jugendlichen stehen in der „Alten Molke AG“ eigene Räume zur Verfügung.
Der Dorfladen wurde mit über 100 Gründungsmitgliedern im September 2006 als Dorfladen-Genossenschaft gegründet, damit in der Gemeinde wieder eine Einkaufsmöglichkeit besteht. Ca. 1½ Jahre später konnte der Dorfladen am 14. Februar 2008 nach einer umfassenden Sanierung der ehemaligen „Alten Schule“ (Schmiedgasse 4) eröffnet werden.

## Religion
Die Einwohner Hörvelsingens sind überwiegend evangelisch, wobei die evangelische Kirchengemeinde vom evangelischen Pfarramt der Nachbargemeinde Bernstadt betreut wird, die vor Ort einen Kindergottesdienst, Jungschargruppen und einen regelmäßigen Rentnertreff mit Ausflügen und Seniorennachmittagen anbietet.
Die katholische Kirchengemeinde wird vom Pfarramt im nahe gelegenen Dornstadt betreut.

## Politik
Ortsvorsteherin ist Martina Röscheisen (Stand 2023).